# Ningal Lineae
Le Ningal Lineae sono una struttura geologica della superficie di Venere.